# Aristón de Ceos
Aristón de Ceos o de Yulis fue un filósofo peripatético de la Antigua Grecia. Nació en Yulis, en la isla de Ceos y vivió en los siglos III y II a. C. Realizó una biografía de Aristóteles. Sucedió a Licón como director de la escuela peripatética a fines del siglo III a. C. En la Antigüedad, había discusión acerca de las obras que se atribuían a Aristón de Quíos y a Aristón de Ceos. Diógenes Laercio, tras enumerar una serie de obras atribuidas a Aristón de Quíos, señaló que, según la opinión de Panecio y Sosícrates, solo eran de Aristón de Quíos unas Epístolas mientras el resto serían obras de Aristón de Ceos.